# Élection de Carentan
 (juillet 2013).
Si vous disposez d'ouvrages ou d'articles de référence ou si vous connaissez des sites web de qualité traitant du thème abordé ici, merci de compléter l'article en donnant les références utiles à sa vérifiabilité et en les liant à la section « Notes et références ».
L'élection de Carentan est une ancienne circonscription de la Manche qui faisait partie de la généralité de Caen.

## Histoire
Elle est issue de l'élection de Carentan et Saint-Lô, attestée en 1612/1636. En 1677, elle prend le nom d'élection de Carentan et comporte quelques paroisses supplémentaires. En 1713, les anciennes élections de Carentan et de Saint-Lô sont de nouveau séparées et les sergenteries remaniées.
En 1677, lors de sa création, les sergenteries sont identiques à celles de l'élection de Carentan et Saint-Lô, mais elle comporte deux paroisses supplémentaires (Azeville et La Bonneville, qui relevaient en 1612/1636 de la sergenterie de Pont-l'Abbé et de l'élection de Valognes, en 1713, elles intègrent la sergenterie de Montebourg). L'élection de Carentan comprenait donc 112 paroisses.
En 1713, l'élection ne comporte plus que 95 « lieux » (ville de Saint-Lô, 4 bourgs et 90 paroisses), répartis en 16 sergenteries.

## Composition
- Sergenterie d'Aubigny
- Sergenterie de Courais
- Sergenterie de La Haye-du-Puits
- Sergenterie de Lessay
- Sergenterie de Périers
- Sergenterie de Sainte-Marie-du-Mont
- Sergenterie de Sainte-Mère-Église
- Sergenterie de Sainteny
- Sergenterie de Varenguebec
- Sergenterie de Beaumont
- Sergenterie de Pont-l'Abbé
- Sergenterie du Val de Saire
- Sergenterie de Valognes
- Sergenterie de Carentan
- Sergenterie de la Comté
- Sergenterie de Montebourg